# Solpugiba pictichelis
Solpugiba pictichelis es una especie de arácnido  del orden Solifugae de la familia Solpugidae.

## Distribución geográfica
Se encuentra en Botsuana.